# Рудольф II (король Бургундії)
Рудо́льф II (лат. Rudolf II; близько 880/885 — 11 липня 937) — 1-й король об'єднаної Бургундії у 934—937 роках, король Італії у 921—925 роках.

## Біографія

### Король Верхньої Бургундії
Походив зі Старшого Дому Вельфів. Син Рудольфа I, короля Верхньої Бургундії, та Вілли, доньки Бозона I, короля Нижньої Бургундії.
У 912 році після смерті батька успадкував його трон. Спочатку він спробував розширити свої володіння коштом земель сусіднього герцогства Швабія, що входило до складу Східно-Франкського королівства. Однак після того, як королем в Східно-Франкському королівстві в 919 році було обрано Генріха I Птахолова, герцога Саксонії, Рудольф II зазнав від нього поразки у битві при Вінтертурі.
Втім Рудольфу II вдалося зберегти в своїх руках графства Арговія та Турговія, що розташовувалися на схід від річки Аар. Крім того, в 922 року він одружився з донькою герцога Швабії, що дозволило Рудольфу закріпитися на завойованих землях, але змусило відмовитися від подальших спроб розширити володіння коштом Швабії.

### Король Італії
У 921 році Адальберт I, маркграф Івреі, який на чолі італійської знаті боровся проти короля Беренгара I, коронованого у 916 імператорською короною, звернувся по допомогу до Рудольфа II. Останній наприкінці того ж року вдерся до Італії, де відбулися вибори, в результаті яких в 922 році його було обрано королем під ім'ям Родольфо. Однак значна частина Емілії, Тоскани, Сполето і Фріуль залишалася під контролем Беренгара I.
У 923 році на південь від річки По спалахнув заколот, який очолив Гвідо, єпископ П'яченци. Повсталі покликали на допомогу Беренгара I, який негайно виступив проти Рудольфа II. 17 липня 923 року біля Ференцуолли відбулася битва, яка спочатку складалася сприятливо для Беренгара I. Проте завдяки додатковому підкріпленню Рудольф II здобув повну перемогу, а Беренгвар I втік до Верони.
Втім втрати Рудольфа II виявилися досить значні, тому він вирішив домовитися з Беренгаром I. В результаті Італійське королівство виявилося розділене на 2 частини: Рудольф отримав західну частину, а Беренгар зберіг за собою південну і східну частину. У грудні Рудольф II вирушив до Бургундії на перемовини з Раулем, королем Західно-Франкського королівства.
За відсутності Рудольфа II, Беренгар I найняв угорських найманців, які вторглися в західну Італію й взяли в облогу Павію. Оскільки штурм міста не вдався, вони підпалили місто і, взявши з уцілілих містян викуп, вирушили до Бургундії. Для того, щоб протистояти угорцям, Рудольф II закликав на допомогу Гуго Арльського, фактичного правителя Нижньої Бургундії. Об'єднана армія розбила найманців, змусивши їх бігти в Італію. А сам Беренгар I 924 року було вбито, завдяки цьому Рудольф II став єдиним правителем Італії.
Втім в південній частині королівства його королем не визнали, також проти короля Італії виступив папа римський Іван X. В результаті знать висунула нового претендента на італійський трон — Гуго Арльського. Почалася нова війна за Італію.
Взимку 926 року Руфольф II рушив до Верхньої Бургундії за підкріпленнями. До нього приєднався Бурхард II, герцог Швабії. Навесні військо Бурхарда II вступила в Італію, але біля Новари потрапила у засідку біля Новари й зазнала нищівної поразки. Тому Рудольф II остаточно повернувся в Бургундію, фактично відмовившись від Італійського королівства. Новим королем Італії в результаті став Гуго Арльський.
У 933 році італійська знать, незадоволені Гуго, знову запросили Рудольфа до Італії. Натомість Рудольф II уклав угоду з Гуго, в результаті чого відмовився від італійської корони, отримавши Нижню Бургундію.

### Король єдиної Бургундії
Договір з Гуго Арльським дозволив об'єднати обидві Бургундські держави. Рудольф став першим королем об'єднаного Бургундського королівства. Столицею нового державного утворення стало місто Арль. За його латинською назвою (Arelate) королівство стало називатися Арелатським. Останні роки правління намагався зміцнити державу та посилити королівську владу, втім, цьому протистояли світські та церковні феодали.
Рудольфа II помер 11 липня 937 року. Владу успадкував малолітній син Конрад при регентстві дружини Берти.

## Родина
Дружина — Берта Швабська, донька Бурхарда II, герцога Швабії
Діти:
- Конрад I (922/925—993) — король Бургундії у 937—993 роках
- Адельгейда (931—999), дружина 1) Лотар II, король Італії; 2) Оттон I, імператор Священної Римської імперії.